# Lejodde
Lejodde är en udde på Själland i Danmark.   Den ligger i Slagelse kommun i Region Själland, i den sydöstra delen av landet, 100 km väster om Köpenhamn. Närmaste större samhälle är Korsør, 5 km söder om Lejodde. 